# Свилорепа кугара
Свилорепа кугара (лат. Bombycilla garrulus) је врста птице из породице кугаре (лат. Bombycillidae). Она живи на северу Европе, Азије и Америке. Њена права домовина су простране смрекове шуме на северу европског континента или мешовите шуме смреке и брезе. Напушта их само онда ако је велике количине снега натерају на сеобу.

## Опис
Свилорепа кугара је прилично једнолична, црвенкастосива. Има кресту, а кљун, очи и стопала су тамни. Чело и предео код репа су јој црвенкастосмеђи, брада, грло и пруга преко очију црни, пестна летна пера сиво-црна, на врху су спољне заставице посуте златножутим мрљама. Има јединствене црвене врхове на неким крилним перима, који изгледају као охлађени восак. Ноге су кратке и снажне, а крила зашиљена. Подлактична летна пера завршавају широким врховима налик на роговину или пергамент црвене боје. Реп јој је квадратастог облика. Репна пера су црнкаста, на врху светло златножута. Кугаре одликује њихово изразито мекано перје. Дугачка је 18 цм.
Мужјак и женка исто изгледају. Све три подврсте имају углавном смеђе перје, уз црну линију преко ока и испод врата.

## Назив
Научни назив рода Bombycilla има значење „свилорепе”, а потиче од грчке речи bombux (свила) и латинске речи cilla (реп), што је превод немачког имена свилорепе кугаре Seidenschwanz (свилорепа), које се односи на перје које је меко као свила. Епитет врсте је латинска реч garrulus (причљива), што има везе са наводном сличношћу са крејом (Garrulus glandarius), а не са њеном вокализацијом.

## Исхрана
Њихова главна храна је воће. Купе га док су на грани или лебдећи у ваздуху. У вријеме раног лета једу јагоде и слично шумско воће, у касно лето и јесен боровнице и вишње, а до зиме уживају у грожђу. У пролеће уместо воћа једу смолу, пупољке и цвеће. Током топлијег дијела године једу и инсекте, а често се због водених инсеката и гнезде близу воде.

## Размножавање
Размножавају се у северним шумама. Осим површина уз воду, гнезде се и на местима која обилују воћем. Оба пола сакупљају материјал, али женка ради већину посла. Гнездо се обично поставља на водоравној грани, сачињено је од гранчица и траве, а испуњено фином травом, маховином и иглицама борова и може бити камуфлирано. Парови се удварају тако што додају воће једно другом док га неко од њих не поједе. Некад у игри користе и мале нејестиве предмете. Након овога се паре. Не бране територију, али могу напасти уљезе, вероватно да би одбранили партнера. Женка полаже јаја, док је мужјак храни. Када се млади излегу хране их оба родитеља.

## Понашање
За време својег боравка у јужнијим крајевима, дакле и у средњој Европи, кугаре се редовно удружују у мање-више бројне групе, па се, краће или дуже време, задржавају у одређеном подручју, већ према томе налазе ли онде обилнију или оскуднију храну. Догађа се да их понеких зима налазимо у подручјима у којима се иначе врло ретко појављују. Ту се задржавају недељама, па чак и месецима, у великом броју.
Свилорепа кугара је трома, лења птица која се истиче само својим ждерањем. Због тога нерадо оставља крај који је једном одабрала. Тамо где налази храну влада се врло дрско или, боље речено, несналажљиво јер се; на пример, појављује усред села, па чак и у градским парковима и нимало се не обазире на људе око себе. Ипак ако је угрожена, постаје опрезна и бојажљива.
Свилорепа кугара доскора је напустала станиште само кад јој зими понестане хране. Однедавно путује на југ због сласти ситних презрелих бобица. Свиленорепа кугара је птица четинарских шума и тајги северне Европе, највише Норвешке, Финске и Русије, али и хладнијих предела Северне Америке. Ту подиже младунце, лети се храни ловећи инсекте, а у јесен се пребацује на „дијетални” режим исхране зрневљем и бобицама. У јужније крајеве спуста се ретко, само уколико су залихе хране оскудне и за време изузетно оштрих зима. Омамљујући укус оскоруша просто излуђује ову птицу.

## Узгајање у заточеништву
Први забележени узгој у кућним условима датира из 1964. године, у Енглеској, 1971. и 1974. године, у Шведској, 1978. и 1986. године, у Немачкој. Како се авикултура развијала, тако се и узгој све више усавршавао. Али ипак, до данашњих дана важи за тешку врсту за узгој. Њена исхрана је подељена у два режима:
- зими се исхрана искључиво састоји од воћа и бобица,
- лети се исхрана заснива на инсектима и ливадским планктонима.